# Стела Николова
Стела Димитрова Николова е български политик, адвокат и общественик, избрана в XLV, XLVI и XLIX народни събрания.

## Биография
Стела Николова е родена е на 6 ноември 1973 г. в град Варна. Завършва право в Техническия университет на родния си град.
През 2000 г. става член на Варненската адвокатска колегия.

### Обществена дейност
Съорганизатор е на протести за опазване и спиране на движението на автомобили в Морската градина заедно с активната варненска общественост и с неправителствената организация „Варна диша“.
Участва в множество протести срещу презастрояването на град Варна. Съорганизатор на „Марш за правосъдие“ по инициатива на ИПВ за гр. Варна. Автор и инициатор на писма на общност на българските адвокати до президента за спиране на избора на Георги Чолаков за председател на ВАС. Участва в протестите на майките на деца с увреждания.
Обявява се против изграждането на АЕЦ “Белене“.
Подкрепя протести на Босия и други граждански инициативи.
Пише отворено писмо до председателя на Европейската комисия Жан-Клод Юнкер във връзка с повсеместната корупция на властта в България при усвояване на еврофондовете. Критикува в социалните медии управлението на Борисов.
В писмо до министъра на правосъдието Данаил Кирилов и омбудсмана Мая Манолова критикува работата на Търговския регистър.
Обявява се срещу рекламата на хазарта.
Определя прокуратурата като задкулисен политически играч. Според нея „само независими прокурори могат да предложат независим от задкулисието човек за главен прокурор“.
Поставя като основни проблеми на град Варна презастрояването, обеззеленяването, неефективното сметосъбиране, мръсния въздух, задръстения трафик, липсата на паркинги, липсата на електронно управление, неефективния градски транспорт. Не е съгласна с начина на управление на бюджета на общината и непрозрачното харчене на пари.
Акцентира на социалната мрежа за активен диалог с гражданите на Варна.

### Политическа дейност
Стела Николова става политик по естествен път – като защитник на обществени каузи.
На местните избори през 2019 г. е издигната кандидатурата ѝ за кмет на община Варна от коалиция „Демократична България“, както и водач на листата за общински съветници. Според нея корупцията се бори с електронно правителство и прозрачност в управлението.
Избрана е за общински съветник от групата на Демократична България. Става член на комисиите „Култура и духовно развитие“, „Благоустройство и комунални дейности“, „Социални дейности и жилищна политика“ и „Опазване и възпроизводство на околната среда“.
Като общински съветник разследва скандала с тръбата във Варненското езеро и отпуснатите 350 000 000 лева на Ахмед Доган за удълбочаване на пристанището му пред ТЕЦ Варна.
На изборите за XLV народно събрание преференциално получава най-много гласове във варненската група на Демократична България – 4131 гласа от преференциалния вот, повече от водача в листата. Поставя като приоритет в XLV народно събрание промяната на изборния кодекс. Изказва критика към медиите във Варна затова, че по правило са купени от управляващите.
В XLV народно събрание обвинява ГЕРБ, БСП и ДПС, че поставят политически чадър пред главния прокурор.
На изборите за XLVI народно събрание преференциално получава повече гласове от втория във варненската група на Демократична България Ивайло Митковски, печелейки 25% от преференциалния вот.
Контрира предложението на Слави Трифонов за приватизация на ББР, което според нея ще е в интерес само на големите фирми, „а ние нужда от нови олигарси нямаме“. В парламента задава въпрос на служебното правителство за проект с държавно финансиране на изкуствен остров на стойност 6 милиона лева край курорта „Св. Св. Константин и Елена“, какъвто според правителството не съществува.
На трите парламентарни избори през 2021 г. е трета в листата на Демократична България, като взима изключително висок преференциален вот през април 4131, през юли 5628, а през ноември 2 432 преференции.